# Опукла комбінація

Випукла комбінація трьох точок

Опукла комбінація точок — лінійна комбінація точок, коефіцієнти комбінації якої невід'ємні числа і в сумі дорівнюють 1.
Тобто, нехай в n-вимірному евклідовому просторі {\displaystyle \ \mathbb {R} ^{n}} задані точки x1, x2, …, xm. Тоді точка x:
{\displaystyle x=\alpha _{1}x_{1}+\alpha _{2}x_{2}+\cdots +\alpha _{m}x_{m}},

називається опуклою комбінацією точок x1, x2, …, xm якщо
{\displaystyle \alpha _{i}\geq 0,\,i=1\ldots m\quad } та {\displaystyle \sum _{i=0}^{m}\alpha _{i}=1.}